# Псенодах
Псенодах — найбільше і найвідоміше льодовиково-карстове озеро Кавказького заповідника, знаходиться на дні льодовикового цирку, замкненого між вершинами Оштен і Пшехо-Су на північ Фішт-Оштенського перевалу.